# José Luis Gómez Urdáñez

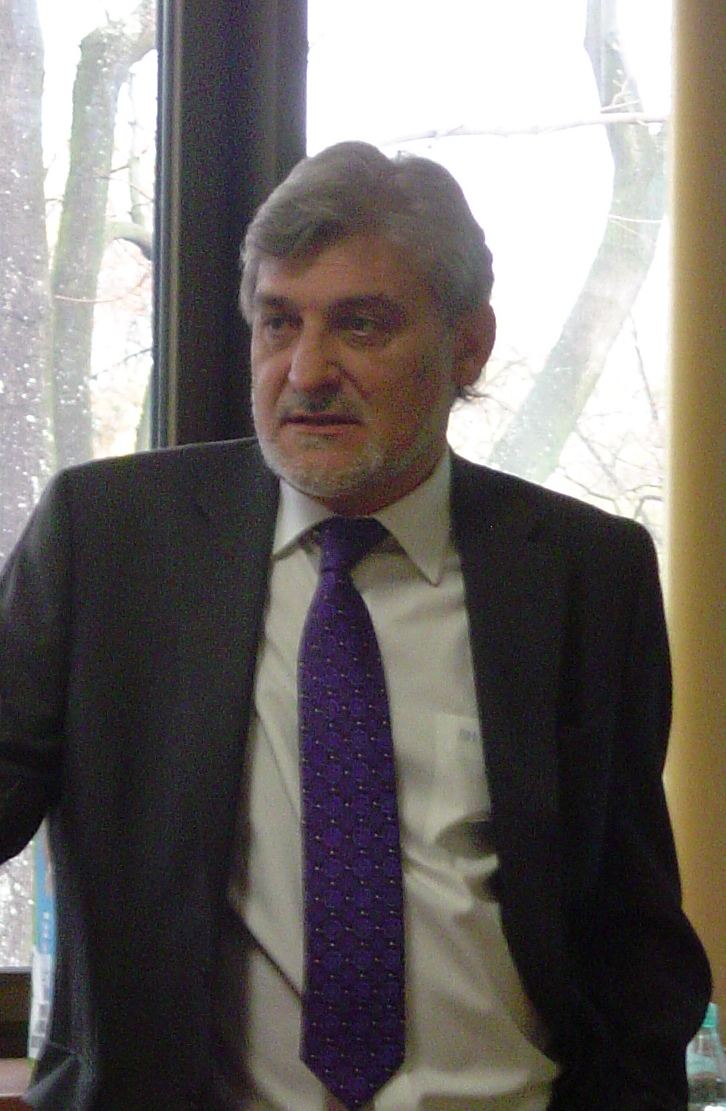
Prof. José Luis Gómez Urdáñez (Universidad de La Rioja)

José Luis Gómez Urdáñez (24 de Julio ,Murillo de Río Leza, 1953- Logroño, 18 de octubre de 2023) fue un historiador español.
Doctorado en la Universidad de Zaragoza con la tesis Beneficencia y marginación social en Aragón durante la segunda mitad del Siglo XVIII (1981). Director del Departamento de Historia Moderna de la Universidad de La Rioja (Logroño). Se ocupaba de la historia local y de la historia del siglo XVIII. Responsable del equipo de investigación sobre historia de La Rioja, que publicó Historia de la ciudad de Logroño (1995), Los señoríos en La Rioja en el siglo XVIII (1996) y El Rioja histórico (2000) . En 2017 fue nombrado académico correspondiente de la Real Academia de la Historia. Se jubiló en junio de 2023 y fue nombrado profesor emérito de la Universidad de La Rioja. 

## Publicaciones
- El proyecto reformista de Ensenada, 1996
- Fernando VI, 2001.
- Víctimas del absolutismo. Paradojas del poder en la España del siglo XVIII, 2020.
- Fernando VI y la España discreta, 2019.
- Franco Xavier de Carrión y Ribas. Diplomático zamorano amigo de Rousseau, 2018.
- Cartas de Ginebra. Voces de nuestro siglo XX. Andrés Saborit, 2017.
- Antonio Larrea. El alma del Rioja, 2017.
- El marqués de la Ensenada. El secretario de todo, 2017.
- 125 años Bodegas Franco-Españolas. Testigo de la historia de Logroño, 2015.
- Goya político.
- Breve historia de los Borbones españoles, 2010.
- Empresarios trabajadores en La Rioja contemporánea. Historia de la Federación de Empresarios de La Rioja, 2008.
- El proyecto político del marqués de la Ensenada, 2008.
- Quel histórico.
- Santander, ciudad privilegiada, 2005.
- Cartas desde Varsovia. Correspondencia privada del conde de Aranda con Ricardo Wall (1760-1762), 2005.
- La Hermandad de la Sangre de Cristo de Zaragoza. Caridad y ritual religioso en la ejecución de la pena de muerte, 2004.
- El Evangelio en triunfo o Historia de un filósofo desengañado, 2004.
- En el seno de la historia, 2001.
- Los señoríos en La Rioja en el siglo XVIII, 1996.
- Logroño en el siglo XIX. Cambio económico y liberalismo, 1995.